# ورویر قازاریان
ورویر سارگسی قازاریان (ارمنی: Վրույր Սարգսի Ղազարյան؛  زادهٔ ۱۰ ژانویهٔ ۱۹۰۲ - درگذشته ۲۱ اوت ۱۹۹۱) یک دامپزشک و استاد اهل ارمنستان بود.

## زندگی‌نامه
در ۱۰ ژانویهٔ ۱۹۰۲ در آراپگیر به دنیا آمد . وی در دانشگاه ملی علوم کشاورزی ارمنستان فعالیت می‌کرد.  وی همچنین برنده دانشمند شایسته ارمنستان شوروی (۱۹۶۱) شده است. وی در ۲۱ اوت ۱۹۹۱ در سن ۸۹ سالگی در ایروان درگذشت.

## یادداشت
1. ↑  անասնաբուժական գիտությունների դոկտոր